# Garden Bridge (Inveraray)

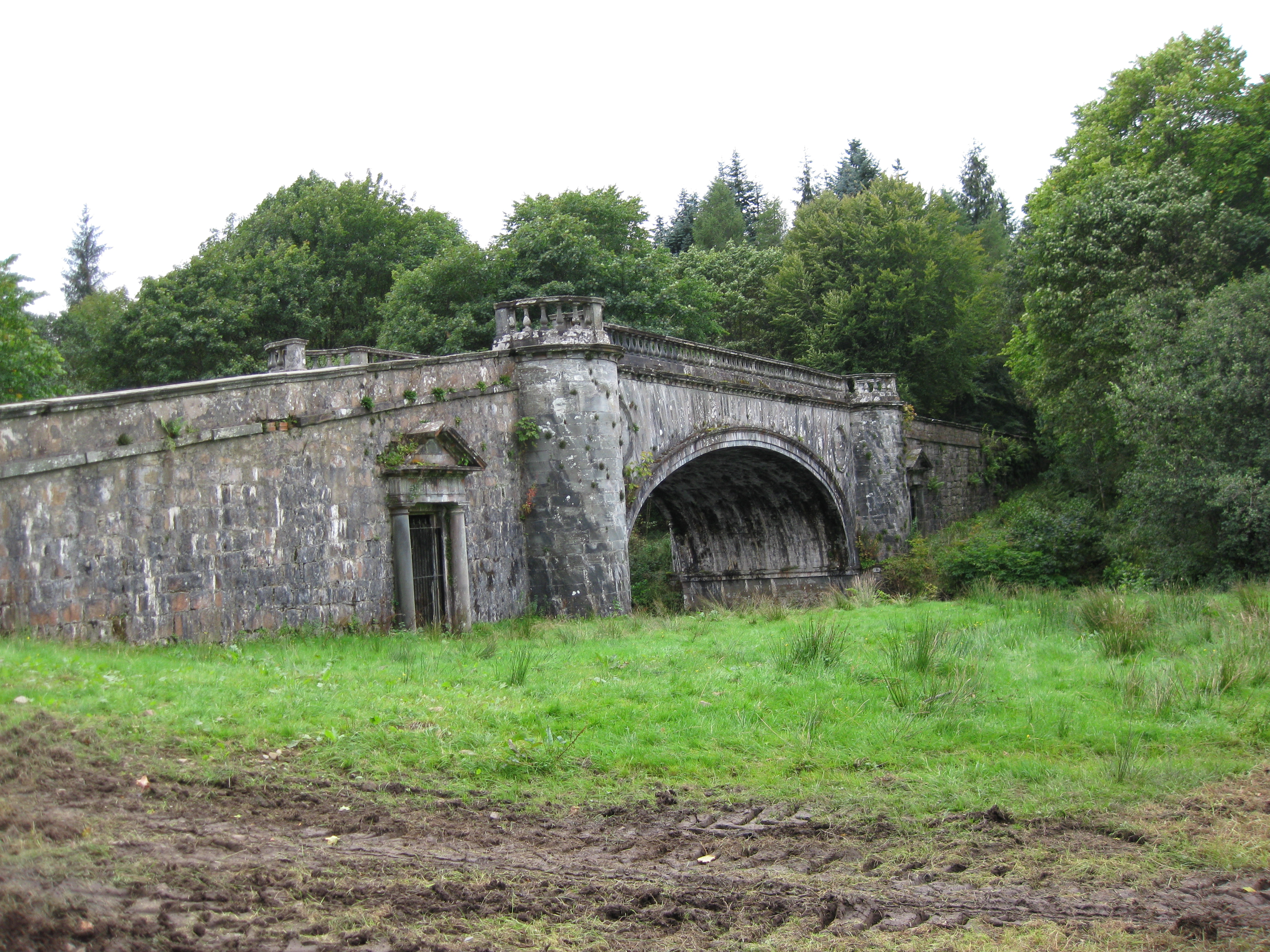
Garden Bridge

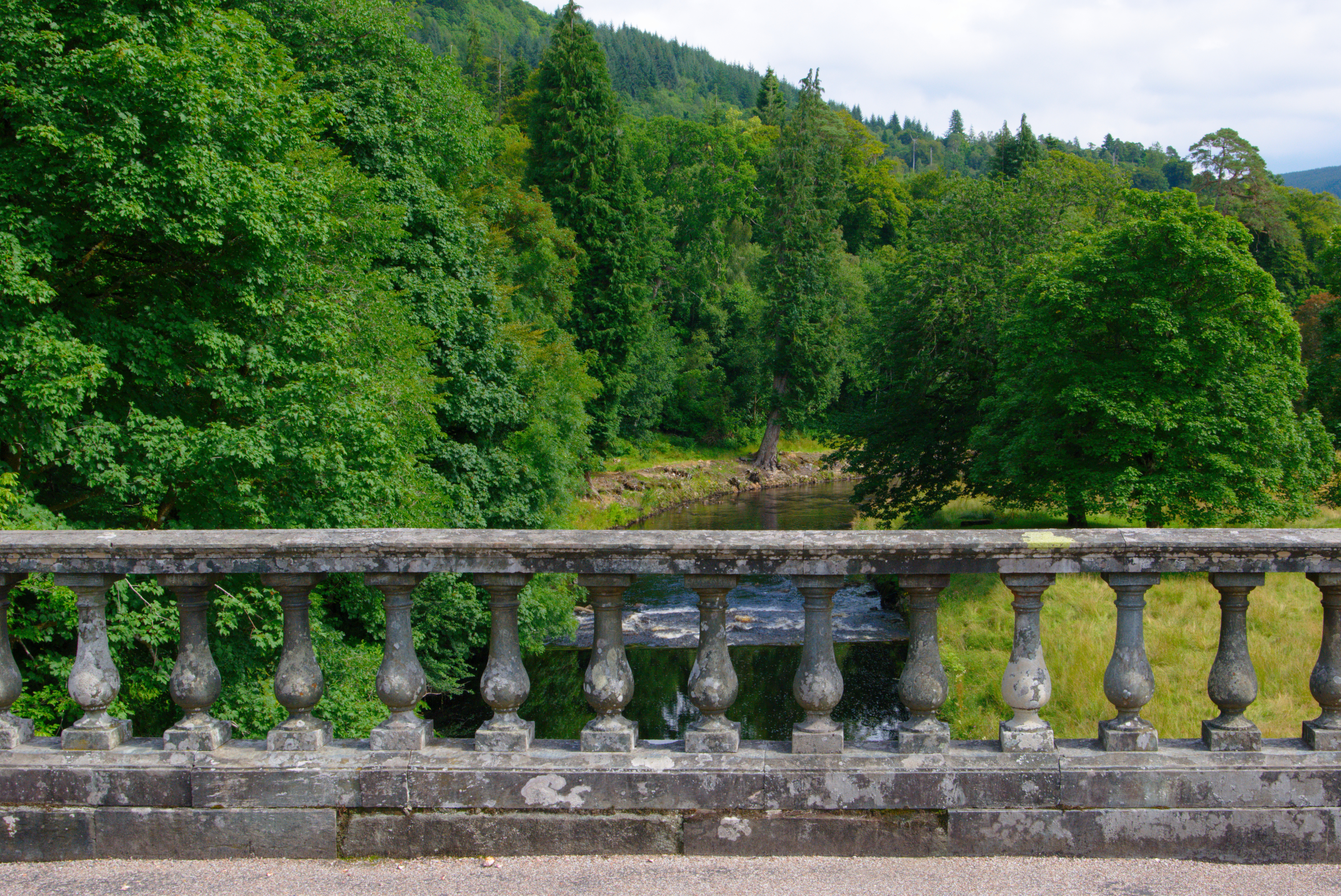
Blick von der Garden Bridge flussabwärts Richtung Nordosten

Die Garden Bridge, auch Frew’s Bridge, ist eine steinerne Bogenbrücke über den Fluss Aray in Schottland. Sie befindet sich auf den Ländereien von Inveraray Castle, das selbst etwa 250 m in südlicher Richtung liegt. Der Aray mündet etwa 500 m in südöstlicher Richtung nördlich von Inveraray in den Loch Fyne. Dort überspannt ihn die ebenfalls denkmalgeschützte Aray Bridge, auf welcher die A83 verläuft. Über die Garden Bridge verläuft ein Verbindungsweg zwischen den verschiedenen Bereichen der Ländereien von Inveraray Castle.
Die Garden Bridge wurde wahrscheinlich im Jahre 1761 fertiggestellt. Als Architekt war John Adam für die Planung verantwortlich. Die Bezeichnung Frew’s Bridge leitet sich von dem Namen des ausführenden Bauunternehmens ab. 1971 wurde die Garden Bridge in die schottischen Denkmallisten in der höchsten Kategorie A aufgenommen.

## Beschreibung
Die Brücke besteht aus Quadersteinen und besitzt nur einen einzelnen elliptischen Bogen. Die Fahrbahn ist beidseitig durch eine Balustrade begrenzt. An beiden Brückenenden befinden sich paarweise halbrunde Auswölbungen, entlang welcher die Balustraden geführt werden und dann enden. Die Zufahrtsrampen sind durch eine einfache Steinbrüstung begrenzt. In den beiden Bogenwinkeln befinden sich heute mit Mauerwerk verschlossene Durchlässe. Unterhalb der Rampen sind auf beiden Seiten Fußwege eingelassen. Die Eingänge sind mit dorischen Säulen verziert.